# Grabación en bucle
La grabación en bucle es el proceso de grabar audio continuamente en una cinta sin fin (si se usa cinta magnética) o en la memoria de computadora, o grabando señal de video (como el de cámaras de seguridad) en un servidor de video. Este proceso nunca termina: al final de la unidad de disco interna, el proceso de grabación continúa grabando al principio, borrando el material previamente grabado y reemplazándolo con el nuevo contenido.
Generalmente, es posible proteger contra escritura algunas partes seleccionadas (como videoclips) para evitar el borrado.
Este proceso se utiliza en los servidores de video para permitir la grabación continua y el acceso instantáneo a cualquier material registrado en las horas anteriores. Esto garantiza que la grabadora nunca se perderá una acción en algunos eventos en vivo, como los deportes en vivo.